# Pierre Waché
Pierre Waché (Auchel, 10 de dezembro de 1974) é um engenheiro francês que atualmente ocupa o cargo de diretor técnico da equipe de Fórmula 1 da Red Bull.

## Carreira
Ele obteve seu doutorado em mecânica dos fluidos no Institut National Polytechnique de Lorraine, em Nancy e Georgia Tech, em Atlanta. Após seus estudos, ele começou a trabalhar para a Michelin, um fabricante global de pneus, em 2001, com a responsabilidade pela interação entre pneus e condições de pista para carros de Fórmula 1, tornando-se posteriormente líder de projeto da Michelin, responsável pela aderência e simulação da Fórmula 1.
Em 2006, o fornecedor francês de pneus deixou a Fórmula 1 como fornecedora de pneus, Waché foi então recrutado pela BMW Sauber como engenheiro de desempenho de veículos, trabalhando novamente predominantemente com pneus e suspensão. A reestruturação que se seguiu à retirada da BMW no final de 2009 e ao retorno da equipe Sauber ao status de corsário fez com que Waché fosse promovido a chefe do grupo de desempenho de veículos da equipe suíça e, em 2012, promovido novamente para ser membro do comitê técnico da Sauber, ficando responsável pela engenharia de corrida e pelo grupo de desempenho do veículo.
No início de 2013, a equipe Red Bull Racing contrata o engenheiro. Apenas seis meses depois, ele foi nomeado para suceder Mark Ellis como chefe da dinâmica de veículos. Cinco anos depois, no início da temporada de 2018, a posição de diretor técnico foi criada e Waché foi promovido para o novo cargo. Em maio de 2024, foi anunciado que Waché havia estendido seu contrato com a Red Bull Racing para ele permanecer na função de diretor técnico até o final da temporada de 2028.